# Phtheochroa aegrana
Phtheochroa aegrana es una especie de polilla de la familia Tortricidae. La envergadura es de 14–16 mm. Se han registrado vuelos en adultos de mayo a agosto y en enero.

## Distribución
Se encuentra en América del Norte, donde se ha registrado en Alberta, Oregón, California y Nuevo México.